# کمال‌آباد (شهربابک)
کمال‌آباد، روستایی در دهستان استبرق از توابع بخش مرکزی شهرستان شهربابک در استان کرمان است.